# Emory Tate
Emory Andrew Tate II (Chicago, 1958. december 27. – Milpitas, 2015. október 17.) amerikai sakkozó, nemzetközi mester.

## Fiatalkora
Emory Andrew Tate II Chicagóban, Illinois államban született 1958. december 27-én. Kilencgyermekes családban nőtt fel. Apja, Emory Andrew Tate I, ügyvéd volt, édesanyja, Emma Cox Tate teherautó-lízing üzletet vezetett. Tate gyermekként tanult meg sakkozni. Az Egyesült Államok légierejében őrmesterként szolgált. Tate cserediákként tanult meg spanyolul Mexikóban.

## Sakk
1993-ban Tate sakkleckéket adott általános iskolásoknak az Indiana állambeli Goshenben, egy közösségi iskolaszéki program részeként.
Tate legmagasabb FIDE-értékelése 2413 volt a 2006. októberi listán, amivel a 72. legmagasabban jegyzett játékos lett az Egyesült Államokban. Legnagyobb USCF-besorolása 2508 volt 1996. december 30-án. 2007-ben megkapta a nemzetközi mester címet, miután megszerezte harmadik normáját a 2006-os World Openen.
Legidősebb fia, Andrew ezt mondta: „Soha nem láttam őt sakk-könyvekből tanulni. A sakkszámítógépeket is utálta, és soha nem használta őket. Csak leült és játszott.”
Tate kreatív és veszélyes taktikusként szerzett hírnevet az Amerikai Egyesült Államokban, ahol körülbelül 80 versenyt nyert meg nagymesterek ellen.

## Magánélete
1985-ben Tate feleségül vett egy angol nőt, Eileent, akitől három gyermeke született, a legidősebb Andrew Tate.
A pár 1997-ben elvált, volt felesége pedig gyermekeikkel visszatért az angliai Lutonba.

## Halála
2015. október 17-én Tate szívrohamban elhunyt a kaliforniai Milpitasban rendezett sakkversenyen.
Halála után számos nagymester és nemzetközi mester írt róla méltatóan.
2016-ban az alabamai szenátus határozatot fogadott el „életének és örökségének megünnepléséről”.